# Tillandsia 'Cone Head'
Tillandsia 'Cone Head' es un  cultivo híbrido del género Tillandsia perteneciente a la familia  Bromeliaceae.
Es un híbrido creado en el año 1993 con las especies Tillandsia ionantha & desconocido-